# デビスカップ1900
第1回 デビスカップ（当時の名称：International Lawn Tennis Challenge, 国際ローンテニス・チャレンジ）に関する記事。1900年8月8日-10日にかけて行われた。

## デビスカップの始まり
「デビスカップ」という大会名称は、カップ寄贈者のドワイト・デービスにちなんでつけられたものである。第1回デビスカップは、アメリカ・マサチューセッツ州ボストン市内にある「ロングウッド・クリケット・クラブ」で、アメリカとイギリスの2か国によって行われ、最初の代表選手は3名ずつ選ばれた。最初期のイギリス・チームは「イギリス諸島」(British Isles) というチーム名であり、1912年までこの名称でデビスカップに出場した。
1901年のデビスカップは8月1日に予定されていたが、両国の都合がつかなかったため、第2回開催は1902年8月6日-8日に持ち越されることになる。
第1回大会の1900年から1939年までは、大会の正式名称は「インターナショナル・ローンテニス・チャレンジ」（International Lawn Tennis Challenge）であった。ウィキペディア日本語版記事では、すべてのイベントを「デビスカップxxxx」として記載する。

## 代表選手
- アメリカ：ドワイト・デービス（カップ寄贈者）、マルコム・ホイットマン、ホルコム・ウォード
- イギリス諸島：アーサー・ゴア、ハーバート・ローパー・バレット、アーネスト・ブラック

## 試合結果
| · アメリカ合衆国 · 3 | ロングウッド・クリケット・クラブ(マサチューセッツ州ボストン) 1900年8月8-10日 | ロングウッド・クリケット・クラブ(マサチューセッツ州ボストン) 1900年8月8-10日        | · イギリス諸島 · 0 |     |     |     |   |           |
| \| \| \| \| 1 \| 2 \| 3 \| 4 \| 5 \| \| \| - \| \| ----------------------------------------------------------------------------------- \| --- \| --- \| --- \| --- \| - \| --------- \| \| 1 \| \| ドワイト・デービス アーネスト・ブラック \| 4 6 \| 6 2 \| 6 4 \| 6 4 \| \| \| \| 2 \| \| マルコム・ホイットマン アーサー・ゴア \| 6 1 \| 6 3 \| 6 2 \| \| \| \| \| 3 \| \| ドワイト・デービス / ホルコム・ウォード アーネスト・ブラック / ハーバート・バレット \| 6 4 \| 6 4 \| 6 4 \| \| \| \| \| 4 \| \| ドワイト・デービス アーサー・ゴア \| 9 7 \| 9 \| \| \| \| 途中 終了 \| \| 5 \| \| マルコム・ホイットマン アーネスト・ブラック \| \| \| \| \| \| 開催 中止 \| |                                                                              |                                                                                     |                    |     |     |     |   |           |
| |                                                                              |                                                                                     | 1                  | 2   | 3   | 4   | 5 |           |
| 1 | アメリカ合衆国 · イギリス                                                    | ドワイト・デービス アーネスト・ブラック                                             | 4 6                | 6 2 | 6 4 | 6 4 |   |           |
| 2 | アメリカ合衆国 · イギリス                                                    | マルコム・ホイットマン アーサー・ゴア                                               | 6 1                | 6 3 | 6 2 |     |   |           |
| 3 | アメリカ合衆国 · イギリス                                                    | ドワイト・デービス / ホルコム・ウォード アーネスト・ブラック / ハーバート・バレット | 6 4                | 6 4 | 6 4 |     |   |           |
| 4 | アメリカ合衆国 · イギリス                                                    | ドワイト・デービス アーサー・ゴア                                                   | 9 7                | 9   |     |     |   | 途中 終了 |
| 5 | アメリカ合衆国 · イギリス                                                    | マルコム・ホイットマン アーネスト・ブラック                                         |                    |     |     |     |   | 開催 中止 |

（すでにアメリカが3試合先勝していたため、第4試合は第2セットの途中で打ち切った。したがって、公式記録は「アメリカの3勝0敗」となる）

## 参考資料
- 公式サイト　参考資料はすべて公式サイトから引き出せるが、様々な種類の資料を見いだせることから、各記事中にも直接関連するリンクを掲載する。
- 第1回試合結果
- 1901年の予定　開催予定日だった「1901年8月1日」が分かる。
- イギリス諸島　（1900年-1912年まで）